# Ахернар
Ахерна́р (α Eri / α Эридана / Альфа Эридана) — ярчайшая звезда в созвездии Эридана и девятая по яркости на всём ночном небе. Расположена в южной оконечности созвездия. Из десяти ярчайших звёзд Ахернар самая горячая и самая голубая. Звезда необычайно быстро вращается вокруг оси, из-за чего имеет сильно приплюснутую форму. Ахернар является двойной звездой.

## Физические характеристики

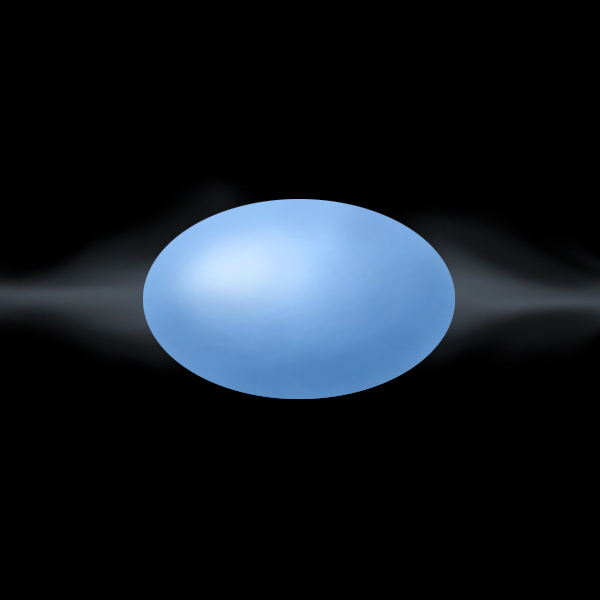
Полярное сжатие Ахернара из-за быстрого вращения звезды

Ахернар — яркая голубая двойная звезда с общей массой около 8 солнечных. Является звездой главной последовательности спектрального класса B6 Vep, со светимостью более чем в 3000 раз больше Солнца. Расстояние от звезды до Солнечной системы — примерно 139 световых лет.
Наблюдения звезды на телескопе VLT показали, что у Ахернара есть спутник, находящийся на орбите на расстоянии примерно в 12,3 а. е. и вращающийся с периодом в 14—15 лет. Ахернар B — звезда с массой около 2 солнечных, спектрального класса A0V-A3V.
По состоянию на 2003 год, Ахернар являлся наименее сферической звездой из всех изученных. Звезда вращается с экваториальной скоростью 260—310 км/с, что составляет до 85 % от критической скорости отрыва. Из-за большой скорости вращения Ахернар сильно сплющена — её экваториальный диаметр более чем на 50 % превышает её полярный диаметр. Ось вращения Ахернара наклонена под углом около 65° к лучу зрения.
На 2018 год рекордсменом скорости вращения является VFTS 102 со значением 500 км/сек.
Из-за сильно вытянутой формы температура Ахернара значительно варьируется в зависимости от широты: при среднем значении около 15 000 K, на полюсах она достигает значений свыше 20 000 K, падая до 10 000 K на экваторе. Высокая температура на полюсах приводит к формированию полярных ветров, уносящих вещество звезды и формирующих внешнюю оболочку из горячего газа и плазмы вокруг звезды. Наличие этой оболочки обнаруживается по избыточному свечению в инфракрасном диапазоне и является распространённым явлением для всех звёзд Be-класса. Также из-за формы основного компонента системы Ахернар орбита компаньона сильно отличается от кеплеровского эллипса. Похожий эффект наблюдается и у Регула.

## Условия наблюдения
Ахернар находится в Южном полушарии неба, имея склонение -57°14', и видим южнее широты +32°46', поэтому во многих густонаселённых территориях Северного полушария Земли всё время находится ниже горизонта.
В Южном полушарии (и в Северном вблизи экватора) лучшим временем для наблюдения этой звезды являются октябрь и ноябрь, когда Ахернар кульминирует примерно в полночь. Южнее широты -32°46' Ахернар никогда не заходит за горизонт.

## Происхождение названия
Название происходит от арабского آخر النهر (ākhir an-nahr) — «конец реки» и скорее всего первоначально принадлежало звезде θ Эридана, которая носит собственное имя Акамар с той же самой этимологией.
Из-за прецессии Ахернар в древние времена мог наблюдаться только на существенно более южных широтах, чем сейчас. Около 3000 года до н. э. он находился всего в 10° от южного полюса, а около 1500 года до н. э. — в 24°, и таким образом древним египтянам он был неизвестен. И даже в 100 году его склонение было только −67°, и Птолемей не мог наблюдать его из Александрии, в то время как Акамар наблюдался даже на Крите. В силу этого, «концом реки» по Птолемею должен называться именно Акамар.
Через 6—9 тысяч лет Ахернар достигнет максимального северного склонения и сможет наблюдаться даже в центральных и южных регионах России.

## Ахернар в фантастике
- «Альфа Эридана» — научно-фантастическая повесть (1959 г.) советского писателя Александра Лаврентьевича Колпакова (1922—1995 гг.) и название сборника (1960 г.), включающего эту повесть.
- В романе И. А. Ефремова «Туманность Андромеды» последние главы посвящены подготовке и отправке экспедиции землян, призванной колонизировать две пригодные для обитания планеты, вращающиеся вокруг Ахернара.
- В романе «Час Быка» — продолжении романа «Туманность Андромеды» того же автора — упоминается, что земляне уже колонизировали планеты Ахернара, и переселенцы успели мутировать там в новую расу людей, отличающуюся сиреневой кожей.
- В романе Эдмонда Гамильтона «Звёздные короли» несколько раз упоминается Ахернар, как родина одного из посланцев Империи.
- В романе Джека Вэнса «Глаза чужого мира» Ахернар является родиной Фиркса — фантастического существа, состоящего из когтей, зубов и крючков, которое маг Юкуну крепит к печени главного героя, вора Кугеля.
- В серии игр Elite — центральная система Империи.